# Ken Sutton
Kenneth William „Ken“ Sutton (* 5. November 1969 in Edmonton, Alberta) ist ein ehemaliger kanadischer Eishockeyspieler, der im Verlauf seiner aktiven Karriere zwischen 1987 und 2006 unter anderem 420 Spiele für die Buffalo Sabres, Edmonton Oilers, St. Louis Blues, New Jersey Devils, San Jose Sharks und New York Islanders in der National Hockey League (NHL) auf der Position des Verteidigers bestritten hat. Seinen größten Karriereerfolg feierte Sutton dabei im Trikot der New Jersey Devils mit dem Gewinn des Stanley Cups im Jahr 2000. Zum Ausklang seiner aktiven Laufbahn spielte er drei Jahre lang für den ERC Ingolstadt in der Deutschen Eishockey Liga (DEL).

## Karriere
Sutton spielte während seiner Juniorenkarriere lediglich ein Jahr in der Saison 1988/89 für die Saskatoon Blades aus der Western Hockey League (WHL). Mit der Mannschaft nahm er in dieser Spielzeit auch am Turnier um Memorial Cup teil, in dessen All-Star Team er gewählt wurde. Nach Abschluss der Saison, die der Verteidiger mit 53 Punkten in 71 Spielen abschloss, wurde er im NHL Entry Draft 1989 in der fünften Runde an 98. Position von den Buffalo Sabres aus der National Hockey League (NHL) ausgewählt.
Nach einer Saison bei den Rochester Americans, dem Farmteam Buffalos aus der American Hockey League (AHL), schaffte der Kanadier zur Spielzeit 1990/91 den Sprung ins NHL-Aufgebot der Sabres. In diesem etablierte er sich bis in die durch den Lockout verkürzte NHL-Saison 1994/95 hinein und absolvierte im Spieljahr 1993/94 sein persönlich erfolgreichstes NHL-Jahr mit 24 Scorerpunkten in 78 Spielen. Im April 1995 wurde Sutton im Tausch für Scott Pearson zu den Edmonton Oilers in seine Heimatstadt transferiert. Diese gaben ihn nach nur neun Monaten in einem Transfergeschäft gemeinsam mit Igor Krawtschuk für Jeff Norton und Donald Dufresne zu den St. Louis Blues ab. Es folgten weitere Wechsel mit einem Zweitrunden-Wahlrecht im NHL Entry Draft 1999 im Tausch für Mike Peluso und Ricard Persson zu den New Jersey Devils im November 1996, dann im Dezember 1997 gemeinsam mit John MacLean im Tausch für Doug Bodger und Dody Wood zu den San Jose Sharks, im August 1998 zurück nach New Jersey, die ihn zwischenzeitlich über den NHL Waiver Draft an die Washington Capitals verloren. Während dieser Zeit hatte er in der Saison 1998/99 sein bestes Jahr, das er fast komplett in der AHL verbrachte. Er wurde am Ende der Spielzeit ins First All-Star Team der Liga gewählt und zudem mit dem Eddie Shore Award für den besten Verteidiger ausgezeichnet. In Diensten der New Jersey Devils konnte der Abwehrspieler im Jahr 2000 mit dem Gewinn des Stanley Cups seinen größten Karriereerfolg feiern, obwohl er im gesamten Saisonverlauf nur sechs NHL-Spiele für das Team bestritten hatte.
Nach einem weiteren Jahr in der Organisation der Devils wechselte er im Juli 2001 als Free Agent zu den New York Islanders. Nachdem er die Spielzeit 2001/02 im Franchise der Islanders verbracht hatte, ging er im Sommer 2002 erneut als Free Agent zurück zu den Devils nach New Jersey. Da er zu keinem einzigen NHL-Einsatz mehr kam und ausschließlich für die Albany River Rats in der AHL auflief, wechselte er im Frühjahr 2003 nach Europa. Sutton spielte drei Jahre für den ERC Ingolstadt aus der Deutschen Eishockey Liga (DEL) und gewann mit der Mannschaft im Jahr 2005 den Deutschen Eishockeypokal, ehe er seine Karriere nach der Saison 2005/06 im Alter von 36 Jahren beendete.

## Erfolge und Auszeichnungen
| - 1989 Memorial Cup All-Star Team - 1999 Teilnahme am AHL All-Star Classic - 1999 Eddie Shore Award | - 1999 AHL First All-Star Team - 2000 Stanley-Cup-Gewinn mit den New Jersey Devils - 2005 Deutscher Pokalsieger mit dem ERC Ingolstadt |

## Karrierestatistik
(Legende zur Spielerstatistik: Sp oder GP = absolvierte Spiele; T oder G = erzielte Tore; V oder A = erzielte Assists; Pkt oder Pts = erzielte Scorerpunkte; SM oder PIM = erhaltene Strafminuten; +/− = Plus/Minus-Bilanz; PP = erzielte Überzahltore; SH = erzielte Unterzahltore; GW = erzielte Siegtore; 1 Play-downs/Relegation; Kursiv: Statistik nicht vollständig)